# Lista de Legislaturas de Guam
Esta lista contém as várias sessões da Legislatura de Guam, desde a sua instituição através do ato orgânico de 1950, juntamente com os indivíduos que as constituíram e respetivos cargos dentro da legislatura.

## Legislaturas

### 1ª Legislatura de Guam (1951-1953)
| Nome                             | Afiliação política |
| -------------------------------- | ------------------ |
| Antonio B. Won Pat (presidente)  | Popular            |
| Antonio C. Cruz                  | Popular            |
| Antonio S. N. Dueñas             | Popular            |
| Baltazar J. Bordallo             | Popular            |
| Edwardo T. Calvo                 | Popular            |
| Florencio T. Ramirez             | Popular            |
| Francisco B. Leon Guerrero       | Popular            |
| Frank D. Perez (vice-presidente) | Popular            |
| Ignacio P. Quitugua              | Popular            |
| James T. Sablan                  | Popular            |
| Jesus C. Okiyama                 | Popular            |
| Jesus R. Quinene                 | Popular            |
| Joaquin A. Perez                 | Popular            |
| Joaquin C. Perez                 | Popular            |
| Joaquin S. Santos                | Popular            |
| Jose D. Leon Guerrero            | Popular            |
| Leon D. Flores                   | Popular            |
| Manuel F. L. Guerrero            | Popular            |
| Manuel U. Lujan                  | Popular            |
| Pedro B. Leon Guerrero           | Popular            |
| Vicente B. Bamba                 | Popular            |

### 2ª Legislatura de Guam (1953-1955)
| Nome                             | Afiliação política |
| -------------------------------- | ------------------ |
| Adrian L. Cristobal              | Popular            |
| Antonio B. Won Pat (presidente)  | Popular            |
| Antonio C. Cruz                  | Popular            |
| Antonio S. N. Dueñas             | Popular            |
| Baltazar J. Bordallo             | Popular            |
| Edwardo T. Calvo                 | Popular            |
| Florencio T. Ramirez             | Popular            |
| Felix T. Carbullido              | Popular            |
| Frank D. Perez (vice-presidente) | Popular            |
| Gregorio D. Perez                | Popular            |
| James B. Butler                  | Independente       |
| James T. Sablan                  | Popular            |
| Jesus C. Okiyama                 | Popular            |
| Jesus R. Quinene                 | Popular            |
| Joaquin A. Perez                 | Popular            |
| Joaquin S. Santos                | Popular            |
| Manuel F. L. Guerrero            | Popular            |
| Manuel U. Lujan                  | Popular            |
| Paul D. Palting                  | Popular            |
| Pedro C. Lujan                   | Popular            |
| Vicente B. Bamba                 | Popular            |

### 3ª Legislatura de Guam (1955-1957)
| Nome                                    | Afiliação política |
| --------------------------------------- | ------------------ |
| Adrian L. Cristobal                     | Popular            |
| Antonio B. Won Pat                      | Popular            |
| Antonio C. Cruz                         | Popular            |
| Antonio S. N. Duenas                    | Popular            |
| Baltazar J. Bordallo (vice-presidente)  | Popular            |
| Carlos P. Taitano                       | Independente       |
| Cynthia J. Torres                       | Independente       |
| Edwardo T. Calvo                        | Popular            |
| Felix T. Carbullido                     | Popular            |
| Florencio T. Ramirez                    | Popular            |
| Francisco B. Leon Guerrero (presidente) | Territorial        |
| Frank D. Perez                          | Popular            |
| James T. Sablan                         | Popular            |
| Jesus C. Okiyama                        | Popular            |
| Joaquin A. Perez                        | Popular            |
| Joaquin C. “Kin” Arriola                | Popular            |
| Lagrimas L.G. Untalan                   | Independente       |
| Manuel U. Lujan                         | Popular            |
| Pedro B. Leon Guerrero                  | Popular            |
| Vicente B. Bamba                        | Popular            |
| Vicente C. Reyes                        | Popular            |

### 4ª Legislatura de Guam (1957-1959)
| Nome                             | Afiliação política |
| -------------------------------- | ------------------ |
| Adrian L. Cristobal              | Popular            |
| Alfred S. N. Flores              | Popular            |
| Antonio B. Won Pat (presidente)  | Popular            |
| Antonio C. Cruz                  | Popular            |
| Elias A. Chargualaf              | Popular            |
| Florencio T. Ramirez             | Popular            |
| Frank D. Perez (vice-presidente) | Popular            |
| George M. Bamba                  | Popular            |
| James T. Sablan                  | Popular            |
| Jesus C. Okiyama                 | Popular            |
| Joaquin A. Perez                 | Popular            |
| Joaquin C. "Kin" Arriola         | Popular            |
| Jose C. Nededog                  | Popular            |
| Juan Q. San Miguel               | Popular            |
| Juan M. Tuncap                   | Popular            |
| Manuel G. Sablan                 | Popular            |
| Manuel U. Lujan                  | Popular            |
| Pedro C. Lujan                   | Popular            |
| Ricardo J. Bordallo              | Popular            |
| Thomas C. Ooka                   | Popular            |
| William D. L. Flores             | Popular            |
| Vicente B. Bamba                 | Popular            |

### 5ª Legislatura de Guam (1959-1961)
| Nome                              | Afiliação política |
| --------------------------------- | ------------------ |
| Adrian L. Cristobal               | Popular            |
| Alfred Ching                      | Popular            |
| Alfred S. N. Flores               | Popular            |
| Antonio B. Won Pat (presidente)   | Popular            |
| Antonio C. Cruz                   | Popular            |
| Florencio T. Ramirez              | Popular            |
| George M. Bamba                   | Popular            |
| James T. Sablan                   | Popular            |
| Jesus C. Okiyama                  | Popular            |
| Joaquin A. Perez                  | Popular            |
| Jose C. Castro                    | Popular            |
| Juan Q. San Miguel                | Popular            |
| Juan L. "John" Anderson           | Popular            |
| Manuel F. Ulloa                   | Popular            |
| Manuel U. Lujan (vice-presidente) | Popular            |
| Paul D. Palting                   | Popular            |
| Pedro C. Lujan                    | Popular            |
| Ricardo J. Bordallo               | Popular            |
| Thomas C. Ooka                    | Popular            |
| William D. L. Flores              | Popular            |
| Vicente B. Bamba                  | Popular            |

### 6ª Legislatura de Guam (1961-1963)
| Nome                              | Afiliação política |
| --------------------------------- | ------------------ |
| Adrian L. Cristobal               | Popular            |
| Alfred S. N. Flores               | Popular            |
| Antonio B. Won Pat (presidente)   | Popular            |
| Antonio C. Cruz                   | Popular            |
| Florencio T. Ramirez              | Popular            |
| George M. Bamba                   | Popular            |
| James T. Sablan                   | Popular            |
| Jesus C. Okiyama                  | Popular            |
| Joaquin A. Perez                  | Popular            |
| Jose A. Flores                    | Popular            |
| Jose C. Castro                    | Popular            |
| Jose P. Cruz                      | Popular            |
| Juan L. "John" Anderson           | Popular            |
| Juan Q. San Miguel                | Popular            |
| Juan T. M. Toves                  | Popular            |
| Manuel U. Lujan (vice-presidente) | Popular            |
| Paul D. Palting                   | Popular            |
| Pedro C. Lujan                    | Popular            |
| Ricardo J. Bordallo               | Popular            |
| William D. L. Flores              | Popular            |
| Vicente B. Bamba                  | Popular            |

### 7ª Legislatura de Guam (1963-1965)
| Nome                              | Afiliação política |
| --------------------------------- | ------------------ |
| Adrian L. Cristobal               | Popular            |
| Alfred S. N. Flores               | Popular            |
| Antonio B. Won Pat (presidente)   | Popular            |
| Cayetano A. Quinata               | Popular            |
| Edward S. Terlaje                 | Popular            |
| Felix C. Wusstig                  | Popular            |
| Florencio T. Ramirez              | Popular            |
| Francisco G. "Frank" Lujan        | Popular            |
| George M. Bamba                   | Popular            |
| Jesus C. Okiyama                  | Popular            |
| Jesus C. Santos                   | Popular            |
| Jesus U. Torres                   | Popular            |
| Joaquin Q. Sanchez                | Popular            |
| Jose M. Acfalle                   | Popular            |
| Juan L. "John" Anderson           | Popular            |
| Juan T. M. Toves                  | Popular            |
| Manuel U. Lujan (vice-presidente) | Popular            |
| Paul D. Palting                   | Popular            |
| Ricardo J. Bordallo               | Popular            |
| William D. L. Flores              | Popular            |
| Vicente B. Bamba                  | Popular            |

### 8ª Legislatura de Guam (1965-1967)
| Nome                               | Afiliação política |
| ---------------------------------- | ------------------ |
| Alberto T. Lamorena                | Territorial        |
| Antonio B. Won Pat                 | Democrata          |
| Antonio S. N. Dueñas               | Territorial        |
| Carlos Camacho                     | Territorial        |
| Carlos P. Bordallo                 | Territorial        |
| Carlos P. Taitano (presidente)     | Territorial        |
| Florencio T. Ramirez               | Democrata          |
| Francisco G. “Frank” Lujan         | Democrata          |
| Francisco P. Perez                 | Territorial        |
| George M. Bamba                    | Democrata          |
| Juan Muña                          | Democrata          |
| Kurt S. Moylan                     | Territorial        |
| Manuel U. Lujan                    | Democrata          |
| Paul MacDonald Calvo               | Territorial        |
| Raymond F. Underwood               | Territorial        |
| Ricardo G. Salas                   | Territorial        |
| Ricardo J. Bordallo                | Democrata          |
| Tomas R. Santos                    | Territorial        |
| Tomas S. Tanaka                    | Territorial        |
| William D. L. Flores               | Democrata          |
| Vicente C. Reyes (vice-presidente) | Territorial        |

### 9ª Legislatura de Guam (1967-1969)
| Nome                                  | Afiliação política |
| ------------------------------------- | ------------------ |
| Alfred S. N. Flores                   | Democrata          |
| Antonio C. Cruz                       | Democrata          |
| Earl C. Conway                        | Democrata          |
| Edward S. Terlaje (vice-presidente)   | Democrata          |
| Florencio T. Ramirez                  | Democrata          |
| Frank G. Lujan                        | Democrata          |
| George M. Bamba                       | Democrata          |
| Ignacio P. Quitugua                   | Democrata          |
| Jesus C. Okiyama                      | Democrata          |
| Jesus U. Torres                       | Democrata          |
| Joaquin C. "Kin" Arriola (presidente) | Democrata          |
| Jose M. Acfalle                       | Democrata          |
| Leonard S. N. Paulino                 | Democrata          |
| Manuel U. Lujan                       | Democrata          |
| Oscar L. Delfin                       | Democrata          |
| Paul D. Palting                       | Democrata          |
| Pedro C. Santos                       | Democrata          |
| Rafael C. Sgambelluri                 | Democrata          |
| Ricardo J. Bordallo                   | Democrata          |
| Richard F. Taitano                    | Democrata          |
| William D. L. Flores                  | Democrata          |

### 10ª Legislatura de Guam (1969-1971)
| Nome                                  | Afiliação política |
| ------------------------------------- | ------------------ |
| Alfred S. N. Flores                   | Democrata          |
| Antonio C. Cruz                       | Democrata          |
| Earl C. Conway                        | Democrata          |
| Edward S. Terlaje (vice-presidente)   | Democrata          |
| Florencio T. Ramirez                  | Democrata          |
| Francisco G. “Frank” Lujan            | Democrata          |
| George M. Bamba                       | Democrata          |
| James T. Sablan                       | Democrata          |
| Jesus C. Okiyama                      | Democrata          |
| Jesus U. Torres                       | Democrata          |
| Joaquin A. Perez                      | Democrata          |
| Joaquin C. "Kin" Arriola (presidente) | Democrata          |
| Jose M. Acfalle                       | Democrata          |
| Juan L. Anderson                      | Democrata          |
| Leonard S. N. Paulino                 | Democrata          |
| Manuel U. Lujan                       | Democrata          |
| Oscar L. Delfin                       | Democrata          |
| Rafael C. Sgambelluri                 | Democrata          |
| Ricardo J. Bordallo                   | Democrata          |
| Richard F. Taitano                    | Democrata          |
| William D. L. Flores                  | Democrata          |

### 11ª Legislatura de Guam (1971-1973)
| Nome                                   | Afiliação política |
| -------------------------------------- | ------------------ |
| Adrian C. Sanchez                      | Democrata          |
| Adrian L. Cristobal                    | Democrata          |
| Allen A. Sekt                          | Democrata          |
| Concepcion C. Barrett                  | Republicano        |
| Florencio T. Ramirez (presidente)      | Democrata          |
| Francisco R. Santos                    | Democrata          |
| Frank G. Lujan                         | Democrata          |
| George M. Bamba                        | Democrata          |
| James B. Butler                        | Democrata          |
| Joaquin A. Perez                       | Democrata          |
| Jose R. "Ping" Dueñas                  | Democrata          |
| Leonard S. N. Paulino                  | Democrata          |
| Oscar L. Delfin                        | Democrata          |
| Paul J. Bordallo                       | Democrata          |
| Paul MacDonald Calvo                   | Republicano        |
| Pedro D. Perez                         | Republicano        |
| Thomas V. C. “Tommy” Tanaka            | Republicano        |
| Tomas Charfauros                       | Democrata          |
| Tomas R. Santos                        | Republicano        |
| Vicente D. Ada                         | Republicano        |
| William D. L. Flores (vice-presidente) | Democrata          |

### 12ª Legislatura de Guam (1973-1975)
| Nome                                   | Afiliação política |
| -------------------------------------- | ------------------ |
| Adrian C. Sanchez                      | Democrata          |
| Adrian L. Cristobal                    | Democrata          |
| Alfred C. Ysrael                       | Republicano        |
| Allen A. Sekt                          | Democrata          |
| Antonio M. "Tony" Palomo               | Republicano        |
| Carl T. C. Gutierrez                   | Democrata          |
| Edward S. Terlaje                      | Democrata          |
| Florencio T. Ramirez (presidente)      | Democrata          |
| Francisco R. Santos                    | Democrata          |
| Frank G. Lujan                         | Democrata          |
| George M. Bamba                        | Democrata          |
| Jerry M. Rivera                        | Republicano        |
| Jesus U. Torres                        | Democrata          |
| Jose R. "Ping" Dueñas                  | Democrata          |
| Joseph Franklin Ada                    | Republicano        |
| Paul J. Bordallo                       | Democrata          |
| Paul MacDonald Calvo                   | Republicano        |
| Ricardo G. Salas                       | Republicano        |
| Richard F. Taitano                     | Democrata          |
| Vicente D. Ada                         | Republicano        |
| William D. L. Flores (vice-presidente) | Democrata          |

### 13ª Legislatura de Guam (1975-1977)
| Nome                               | Afiliação política |
| ---------------------------------- | ------------------ |
| Adrian C. Sanchez                  | Democrata          |
| Adrian L. Cristobal                | Democrata          |
| Alfred C. Ysrael (vice-presidente) | Republicano        |
| Allen A. Sekt                      | Democrata          |
| Benigno M. Palomo                  | Republicano        |
| Carl T. C. Gutierrez               | Democrata          |
| Concepcion C. Barrett              | Republicano        |
| Edward R. Duenas                   | Republicano        |
| Edward T. Charfauros               | Democrata          |
| Ernesto M. Espaldon                | Republicano        |
| Francisco R. Santos                | Democrata          |
| Frank F. Blas                      | Republicano        |
| James H. Underwood                 | Republicano        |
| Jerry M. Rivera                    | Republicano        |
| Jose R. Duenas                     | Democrata          |
| Joseph F. Ada (presidente)         | Republicano        |
| Ricardo G. Salas                   | Republicano        |
| Richard F. Taitano                 | Democrata          |
| Roy P. Duenas                      | Democrata          |
| Thomas V. C. Tanaka                | Republicano        |
| Vicente D. Ada                     | Republicano        |

### 14ª Legislatura de Guam (1977-1979)
| Nome                                 | Afiliação política |
| ------------------------------------ | ------------------ |
| Antonio M. Palomo                    | Republicano        |
| Antonio R. Unpingco                  | Republicano        |
| Benigno M. Palomo                    | Republicano        |
| Carl T. C. Gutierrez                 | Democrata          |
| Edward M. Calvo                      | Republicano        |
| Edward R. Duenas                     | Republicano        |
| Edward T. Charfauros                 | Democrata          |
| Ernesto M. Espaldon                  | Republicano        |
| Francisco R. Santos                  | Democrata          |
| Frank F. Blas                        | Republicano        |
| Franklin J. A. Quitugua              | Democrata          |
| Howard S. Trapp                      | Democrata          |
| James H. Underwood                   | Republicano        |
| Jerry M. Rivera                      | Republicano        |
| Joe T. San Agustin                   | Democrata          |
| Jose R. Duenas                       | Republicano        |
| Joseph F. Ada (presidente)           | Republicano        |
| Katherine B. Aguon (vice-presidente) | Republicana        |
| Richard F. Taitano                   | Democrata          |
| Thomas V. C. Tanaka                  | Republicano        |
| Vicente D. Ada                       | Republicano        |

### 15ª Legislatura de Guam (1979-1981)
| Nome                                 | Afiliação política |
| ------------------------------------ | ------------------ |
| Alberto C. Lamorena, III             | Republicano        |
| Antonio M. Palomo                    | Republicano        |
| Antonio R. Unpingco                  | Republicano        |
| Benigno M. Palomo                    | Republicano        |
| Carmen A. Kasperbauer                | Republicana        |
| Cecilia C. Bamba                     | Republicana        |
| Ernesto M. Espaldon                  | Republicano        |
| Edward R. Duenas                     | Republicano        |
| Edward T. Charfauros                 | Democrata          |
| Francisco R. Santos                  | Democrata          |
| Frank F. Blas                        | Republicano        |
| Franklin J. A. Quitugua              | Democrata          |
| James H. Underwood                   | Republicano        |
| Joe T. San Agustin                   | Democrata          |
| John F. Quan                         | Democrata          |
| Katherine B. Aguon (vice-presidente) | Republicana        |
| Peter F. Perez Jr.                   | Republicano        |
| Ramon Q. Sudo                        | Democrata          |
| Richard F. Taitano                   | Democrata          |
| Thomas C. Crisostomo                 | Republicano        |
| Thomas V. C. Tanaka (presidente)     | Republicano        |

### 16ª Legislatura de Guam (1981-1983)
| Nome                             | Afiliação política |
| -------------------------------- | ------------------ |
| Alberto C. Lamorena, III         | Republicano        |
| Antonio R. Unpingco              | Republicano        |
| Carl T. C. Gutierrez             | Democrata          |
| Carmen A. Kasperbauer            | Republicana        |
| Edward R. Duenas                 | Republicano        |
| Edward T. Charfauros             | Democrata          |
| Francisco R. Santos              | Democrata          |
| Frank F. Blas (vice-presidente)  | Republicano        |
| Franklin J. A. Quitugua          | Democrata          |
| James H. Underwood               | Republicano        |
| Jesus Q. Torres                  | Republicano        |
| Joe T. San Agustin               | Democrata          |
| John F. Quan                     | Democrata          |
| Jose I. Leon Guerrero            | Democrata          |
| Kurt S. Moylan                   | Republicano        |
| Lloyd L. Umagat                  | Democrata          |
| Madeleine Z. Bordallo            | Democrata          |
| Peter F. Perez Jr.               | Republicano        |
| Ramon Q. Sudo                    | Democrata          |
| Thomas C. Crisostomo             | Republicano        |
| Thomas V. C. Tanaka (presidente) | Republicano        |

### 17ª Legislatura de Guam (1983-1985)
| Nome                                 | Afiliação política |
| ------------------------------------ | ------------------ |
| Alberto C. Lamorena, III             | Republicano        |
| Antonio R. Unpingco                  | Republicano        |
| Carl T. C. Gutierrez (presidente)    | Democrata          |
| Don Parkinson                        | Democrata          |
| Edward R. Duenas                     | Republicano        |
| Edward T. Charfauros                 | Democrata          |
| Elizabeth P. Arriola                 | Democrata          |
| Eugene Ramsey                        | Democrata          |
| Francisco R. Santos                  | Democrata          |
| Franklin J. A. Quitugua              | Democrata          |
| Franklin J. Gutierrez                | Democrata          |
| James H. Underwood                   | Republicano        |
| Joe T. San Agustin (vice-presidente) | Democrata          |
| John F. Quan                         | Democrata          |
| John P. Aguon                        | Democrata          |
| Joseph F. Ada                        | Republicano        |
| Marcia K. Hartsock                   | Democrata          |
| Marilyn D. A. Manibusan              | Republicana        |
| Pilar C. Lujan                       | Democrata          |
| Ted S. Nelson                        | Democrata          |
| Thomas V. C. Tanaka                  | Republicano        |

### 18ª Legislatura de Guam (1985-1987)
| Nome                                 | Afiliação política |
| ------------------------------------ | ------------------ |
| Alberto C. Lamorena, III             | Republicano        |
| Antonio R. Unpingco                  | Republicano        |
| Carl T. C. Gutierrez (presidente)    | Democrata          |
| Don Parkinson                        | Democrata          |
| Edward R. Duenas                     | Republicano        |
| Elizabeth P. Arriola                 | Democrata          |
| Francisco R. Santos                  | Democrata          |
| Frank F. Blas                        | Republicano        |
| Franklin J. A. Quitugua              | Democrata          |
| Franklin J. Gutierrez                | Democrata          |
| Herminia D. Dierking                 | Democrata          |
| James G. Miles                       | Republicano        |
| Jerry M. Rivera                      | Republicano        |
| Joe T. San Agustin (vice-presidente) | Democrata          |
| John P. Aguon                        | Democrata          |
| Joseph F. Ada                        | Republicano        |
| Joseph G. Bamba Jr.                  | Republicano        |
| Marilyn D. A. Manibusan              | Republicana        |
| Pilar C. Lujan                       | Democrata          |
| Ted S. Nelson                        | Democrata          |
| Thomas V. C. Tanaka                  | Republicano        |

### 19ª Legislatura de Guam (1987-1989)
| Nome                                    | Afiliação política |
| --------------------------------------- | ------------------ |
| A. J. Shelton                           | Democrata          |
| Alberto C. Lamorena                     | Republicano        |
| Edward R. Duenas                        | Republicano        |
| Elizabeth P. Arriola                    | Democrata          |
| Ernesto M. Espaldon                     | Republicano        |
| Don Parkinson                           | Democrata          |
| Francisco R. Santos                     | Democrata          |
| Franklin J. A. Quitugua (presidente)    | Democrata          |
| Franklin J. Gutierrez (vice-presidente) | Democrata          |
| Herminia D. Dierking                    | Democrata          |
| James G. Miles                          | Republicano        |
| Jerry M. Rivera                         | Republicano        |
| Joe T. San Agustin                      | Democrata          |
| John F. Quan                            | Democrata          |
| Joseph G. Bamba Jr.                     | Republicano        |
| Madeleine Z. Bordallo                   | Democrata          |
| Marcia K. Hartsock                      | Democrata          |
| Marilyn D. A. Manibusan                 | Republicana        |
| Martha C. Ruth                          | Republicana        |
| Pedro C. Sanchez                        | Democrata          |
| Pilar C. Lujan                          | Democrata          |
| Ted S. Nelson                           | Democrata          |

### 20ª Legislatura de Guam (1989-1991)
| Nome                            | Afiliação política |
| ------------------------------- | ------------------ |
| Antonio R. Unpingco             | Republicano        |
| Carl T. C. Gutierrez            | Democrata          |
| Don Parkinson                   | Democrata          |
| Doris F. Brooks                 | Republicana        |
| Edward D. Reyes                 | Democrata          |
| Edward M. Duenas                | Republicano        |
| Elizabeth P. Arriola            | Democrata          |
| Ernesto M. Espaldon             | Republicano        |
| Francisco R. Santos             | Democrata          |
| Franklin J. A. Quitugua         | Democrata          |
| Gordon Mailloux                 | Democrata          |
| Herminia D. Dierking            | Democrata          |
| Joe T. San Agustin (presidente) | Democrata          |
| John P. Aguon                   | Democrata          |
| Joseph G. Bamba Jr.             | Republicano        |
| Madeleine Z. Bordallo           | Democrata          |
| Marilyn D. A. Manibusan         | Republicana        |
| Martha C. Ruth                  | Republicana        |
| Pilar C. Lujan                  | Democrata          |
| Ted S. Nelson (vice-presidente) | Democrata          |
| Thomas V. C. Tanaka             | Republicano        |

### 21ª Legislatura de Guam (1991-1993)
| Nome                            | Afiliação política |
| ------------------------------- | ------------------ |
| Anthony C. Blaz                 | Republicano        |
| Antonio R. Unpingco             | Republicano        |
| Carl T. C. Gutierrez            | Democrata          |
| Davida L. G. Shimizu            | Democrata          |
| Don Parkinson                   | Democrata          |
| Doris F. Brooks                 | Republicana        |
| Edward R. Duenas                | Republicano        |
| Elizabeth P. Arriola            | Democrata          |
| Ernesto M. Espaldon             | Republicano        |
| Francisco R. Santos             | Democrata          |
| Gordon Mailloux                 | Democrata          |
| Herminia D. Dierking            | Democrata          |
| Joe T. San Agustin (presidente) | Democrata          |
| John P. Aguon (vice-presidente) | Democrata          |
| Joseph G. Bamba Jr.             | Republicano        |
| Madeleine Z. Bordallo           | Democrata          |
| Marilyn A. P. Won Pat           | Republicana        |
| Marilyn D. A. Manibusan         | Republicana        |
| Martha C. Ruth                  | Republicana        |
| Michael Reidy                   | Republicano        |
| Pilar C. Lujan                  | Democrata          |
| Thomas V. C. Tanaka             | Republicano        |

### 22ª Legislatura de Guam (1993-1995)
| Nome                                                          | Afiliação política |
| ------------------------------------------------------------- | ------------------ |
| Anthony C. Blaz                                               | Republicano        |
| Antonio R. Unpingco                                           | Republicano        |
| Carl T. C. Gutierrez                                          | Democrata          |
| David L. G. Shimizu                                           | Democrata          |
| Don Parkinson                                                 | Democrata          |
| Doris F. Brooks                                               | Republicana        |
| Edward D. Reyes                                               | Democrata          |
| Elizabeth P. Arriola                                          | Democrata          |
| Felix P. Camacho                                              | Republicano        |
| Francisco E. Santos                                           | Democrata          |
| Francisco R. Santos (vice-presidente até 9 de agosto de 1993) | Democrata          |
| Herminia D. Dierking                                          | Democrata          |
| Joe T. San Agustin (presidente)                               | Democrata          |
| John P. Aguon (vice-presidente depois de 9 de agosto de 1993) | Democrata          |
| Joseph G. Bamba Jr.                                           | Republicano        |
| Madeleine Z. Bordallo                                         | Democrata          |
| Marilyn D. Manibusan                                          | Republicana        |
| Pilar C. Lujan (secretária)                                   | Democrata          |
| Ted S. Nelson                                                 | Democrata          |
| Thomas C. Ada                                                 | Democrata          |
| Thomas V. C. Tanaka                                           | Republicano        |
| Vicente C. Pangelinan                                         | Democrata          |

### 23ª Legislatura de Guam (1995-1997)
| Nome                                 | Afiliação política |
| ------------------------------------ | ------------------ |
| Alberto A. C. Lamorena V             | Republicano        |
| Angel L. G. Santos                   | Democrata          |
| Anthony C. Blaz                      | Republicano        |
| Antonio R. Unpingco                  | Republicano        |
| Carlotta A. Leon Guerrero            | Republicana        |
| Don Parkinson (presidente)           | Democrata          |
| Elizabeth Barrett-Anderson           | Republicana        |
| Felix P. Camacho                     | Republicano        |
| Francis E. Santos                    | Democrata          |
| Hope A. Cristobal                    | Democrata          |
| Joanne S. Brown                      | Republicana        |
| Joe T. San Agustin                   | Democrata          |
| John P. Aguon                        | Democrata          |
| Judith T. Won Pat-Borja (secretária) | Democrata          |
| Lourdes A. Leon Guerrero             | Democrata          |
| Mark C. Charfauros                   | Democrata          |
| Mark Forbes                          | Republicano        |
| Sonny L. Orsini                      | Democrata          |
| Ted S. Nelson (vice-presidente)      | Democrata          |
| Thomas C. Ada                        | Democrata          |
| Vicente C. Pangelinan                | Democrata          |

### 24ª Legislatura de Guam (1997-1999)
| Nome                              | Afiliação política |
| --------------------------------- | ------------------ |
| Angel L. G. Santos                | Democrata          |
| Anthony C. Blaz (vice-presidente) | Republicano        |
| Alberto A. C. Lamorena V          | Republicano        |
| Antonio R. Unpingco (presidente)  | Republicano        |
| Carlotta A. Leon Guerrero         | Republicana        |
| Edwardo J. Cruz                   | Republicano        |
| Elizabeth Barrett-Anderson        | Republicana        |
| Felix P. Camacho                  | Republicano        |
| Francis E. Santos                 | Democrata          |
| Francisco P. Camacho              | Republicano        |
| Frank B. Aguon Jr.                | Democrata          |
| Joanne S. Brown                   | Republicana        |
| John C. Salas                     | Republicano        |
| Judith T. Won Pat-Borja           | Democrata          |
| Lawrence F. Kasperbauer           | Republicano        |
| Lourde A. Leon Guerrero           | Democrata          |
| Mark C. Charfauros                | Democrata          |
| Mark Forbes                       | Republicano        |
| Thomas C. Ada                     | Democrata          |
| Vicente C. Pangelinan             | Democrata          |
| William B. S. M. Flores           | Democrata          |

### 25ª Legislatura de Guam (1999-2001)
| Nome                                      | Afiliação política |
| ----------------------------------------- | ------------------ |
| Alberto A. C. Lamorena V                  | Republicano        |
| Anthony C. Blaz                           | Republicano        |
| Antonio R. Unpingco (presidente)          | Republicano        |
| Carlotta A. Leon Guerrero                 | Republicana        |
| Edward B. Calvo                           | Republicano        |
| Eulogio C. Bermudes                       | Democrata          |
| Frank B. Aguon Jr.                        | Democrata          |
| Joanne S. Brown                           | Republicana        |
| John C. Salas                             | Republicano        |
| Kaleo S. Moylan                           | Republicano        |
| Lawrence F. Kasperbauer (vice-presidente) | Republicano        |
| Marcel G. Camacho                         | Republicano        |
| Mark Forbes                               | Republicano        |
| Simon A. Sanchez                          | Republicano        |
| Vicente C. Pangelinan                     | Democrata          |

### 26ª Legislatura de Guam (2001-2003)
| Nome                                      | Afiliação política |
| ----------------------------------------- | ------------------ |
| Angel L. G. Santos                        | Democrata          |
| Antonio R. Unpingco (presidente)          | Republicano        |
| Edward B. Calvo                           | Republicano        |
| Felix P. Camacho                          | Republicano        |
| Frank B. Aguon Jr.                        | Democrata          |
| Joanne S. Brown                           | Republicana        |
| Joseph F. Ada                             | Republicano        |
| Judith T. Won Pat                         | Democrata          |
| Kaleo S. Moylan                           | Republicano        |
| Lawrence F. Kasperbauer (vice-presidente) | Republicano        |
| Lourdes A. Leon Guerrero                  | Democrata          |
| Mark C. Charfauros                        | Democrata          |
| Thomas C. Ada                             | Democrata          |
| Vicente C. Pangelinan                     | Democrata          |

### 27ª Legislatura de Guam (2003-2005)
| Nome                                 | Afiliação política |
| ------------------------------------ | ------------------ |
| Antoinette D. Sanford                | Democrata          |
| Dr. Carmen Fernandes                 | Democrata          |
| F. Randall Cunliffe                  | Democrata          |
| Frank B. Aguon Jr. (vice-presidente) | Democrata          |
| Jesse A. Lujan                       | Republicano        |
| Joanne S. Brown                      | Republicana        |
| John M. Quinata                      | Democrata          |
| Lawrence F. Kasperbauer              | Republicano        |
| Lourdes A. Leon Guerrero             | Democrata          |
| Mark Forbes                          | Republicano        |
| Ray Tenorio                          | Republicano        |
| Robert Klitzkie                      | Republicano        |
| Rory J. Respicio                     | Democrata          |
| Tina R. Muña Barnes                  | Democrata          |
| Vicente C. Pangelinan (presidente)   | Democrata          |

### 28ª Legislatura de Guam (2005-2007)
| Nome                         | Afiliação política |
| ---------------------------- | ------------------ |
| Adolpho B. Palacios Sr.      | Democrata          |
| Antonio R. Unpingco          | Republicano        |
| Benjamin J. F. Cruz          | Democrata          |
| Edward B. Calvo (secretário) | Republicano        |
| Frank B. Aguon Jr.           | Democrata          |
| Jesse A. Lujan               | Republicano        |
| Joanne M. Brown              | Republicana        |
| Judith T. Won Pat            | Democrata          |
| Lawrence F. Kasperbauer      | Republicano        |
| Lourdes A. Leon Guerrero     | Democrata          |
| Mark Forbes (presidente)     | Republicano        |
| Mike Cruz                    | Republicano        |
| Ray Tenorio                  | Republicano        |
| Robert Klitzkie              | Republicano        |
| Rory J. Respicio             | Democrata          |

### 29ª Legislatura de Guam
| Nome                                                            | Afiliação política |
| --------------------------------------------------------------- | ------------------ |
| Adolpho B. Palacios                                             | Democrata          |
| Antonio R. Unpingco                                             | Republicano        |
| Benjamin J. F. Cruz                                             | Democrata          |
| David L. G. Shimizu (vice-presidente a partir de março de 2008) | Democrata          |
| Edward J. B. Calvo (vice-presidente até março de 2008)          | Republicano        |
| Frank Flores Blas Jr.                                           | Republicano        |
| Frankie T. Ishizaki                                             | Republicano        |
| Jesse A. Lujan                                                  | Republicano        |
| Jim V. Espaldon                                                 | Republicano        |
| Judith P. Guthertz                                              | Democrata          |
| Judith T. P. Won Pat (presidente a partir de março de 2008)     | Democrata          |
| Mark Forbes (presidente até março de 2008)                      | Republicano        |
| Ray Tenorio (secretário até março de 2008)                      | Republicano        |
| Rory J. Respicio                                                | Democrata          |
| Tina R. Muña Barnes (secretária a partir de março de 2008)      | Democrata          |
| Vicente C. Pangelinan                                           | Democrata          |

### 30ª Legislatura de Guam (2009-2011)
| Nome                                  | Afiliação política |
| ------------------------------------- | ------------------ |
| Adolpho B. Palacios Sr.               | Democrata          |
| Benjamin J. F. Cruz (vice-presidente) | Democrata          |
| Edward J. B. Calvo                    | Republicano        |
| Frank B. Aguon Jr.                    | Democrata          |
| Franks F. Blas Jr.                    | Republicano        |
| James V. Espaldon                     | Republicano        |
| Judith P. Guthertz                    | Democrata          |
| Judith T. Won Pat (presidente)        | Democrata          |
| Matthew J. Rector                     | Democrata          |
| Ray Tenorio                           | Republicano        |
| Rory J. Respicio                      | Democrata          |
| Telo T. Taitague                      | Republicano        |
| Tina R. Muña Barnes (secretária)      | Democrata          |
| Thomas C. Ada                         | Democrata          |
| V. Anthony Ada                        | Republicano        |
| Vicente C. Pangelinan                 | Democrata          |

### 31ª Legislatura de Guam (2011-2013)
| Nome                                  | Afiliação política |
| ------------------------------------- | ------------------ |
| Adolpho B. Palacios Sr.               | Democrata          |
| Aline Yamashita                       | Republicana        |
| Benjamin J. F. Cruz (vice-presidente) | Democrata          |
| Christopher M. Duenas                 | Republicano        |
| Dennis G. Rodriguez                   | Democrata          |
| Frank Flores Blas Jr.                 | Republicano        |
| Judith P. Guthertz                    | Democrata          |
| Judith T. Won Pat (presidente)        | Democrata          |
| Mana S. Taijeron                      | Republicana        |
| Rory J. Respicio                      | Democrata          |
| Shirley A. Mabini                     | Republicano        |
| Tina R. Muña Barnes (secretária)      | Democrata          |
| Thomas C. Ada                         | Democrata          |
| V. Anthony Ada                        | Republicano        |
| Vicente C. Pangelinan                 | Democrata          |

### 32ª Legislatura de Guam (2013-2015)
| Nome                             | Afiliação política |
| -------------------------------- | ------------------ |
| Aline Yamashita                  | Republicano        |
| Benjamin J. F. Cruz              | Democrata          |
| Brant McCreadie                  | Republicano        |
| Christopher M. Duenas            | Republicano        |
| Dennis G. Rodriguez Jr.          | Democrata          |
| Frank B. Aguon Jr.               | Democrata          |
| Judith T. Won Pat (presidente)   | Democrata          |
| Michael F. Q. San Nicolas        | Democrata          |
| Michael Limtiaco                 | Republicano        |
| Rory J. Respicio                 | Democrata          |
| Tina R. Muña Barnes (secretária) | Democrata          |
| Thomas A. Morrison               | Republicano        |
| Thomas C. Ada                    | Democrata          |
| V. Anthony Ada                   | Republicano        |
| Vicente C. Pangelinan            | Democrata          |

### 33ª Legislatura de Guam (2015-2017)
| Nome                                  | Afiliação política |
| ------------------------------------- | ------------------ |
| Benjamin J. F. Cruz (vice-presidente) | Democrata          |
| Brant McCreadie                       | Republicano        |
| Dennis G. Rodriguez                   | Democrata          |
| Frank Blas Jr.                        | Republicano        |
| Frank B. Aguon Jr.                    | Democrata          |
| James V. Espaldon                     | Republicano        |
| Judith T. Won Pat (presidente)        | Democrata          |
| Mary Camacho Torres                   | Republicana        |
| Michael F. Q. San Nicolas             | Democrata          |
| Nerissa Bretania Underwood            | Democrata          |
| Rory J. Respicio                      | Democrata          |
| Tina R. Muña Barnes (secretária)      | Democrata          |
| Thomas A. Morrison                    | Republicano        |
| Thomas C. Ada                         | Democrata          |
| V. Anthony Ada                        | Republicano        |

### 34ª Legislatura de Guam (2017-2019)
| Nome                                 | Afiliação política |
| ------------------------------------ | ------------------ |
| Benjamin J. F. Cruz (presidente)     | Democrata          |
| Dennis G. Rodriguez                  | Democrata          |
| Fernando Barcinas Esteves            | Republicano        |
| Frank B. Aguon Jr.                   | Democrata          |
| James V. Espaldon                    | Republicano        |
| Joe S. San Agustin                   | Democrata          |
| Louise Borja Muña                    | Republicana        |
| Mary Camacho Torres                  | Republicana        |
| Michael F. Q. San Nicolas            | Democrata          |
| Régine Biscoe Lee (secretária)       | Democrata          |
| Telena Cruz Nelson                   | Democrata          |
| Therese M. Terlaje (vice-presidente) | Democrata          |
| Thomas A. Morrison                   | Republicano        |
| Thomas C. Ada                        | Democrata          |
| William M. Castro                    | Republicano        |

### 35ª Legislatura de Guam (2019-2021)
| Nome                                 | Afiliação política |
| ------------------------------------ | ------------------ |
| Amanda L. Shelton (secretária)       | Democrata          |
| Clynton E. Ridgell                   | Democrata          |
| James C. Moylan                      | Republicano        |
| Joe S. San Agustin                   | Democrata          |
| Jose Terlaje                         | Democrata          |
| Kelly Marsh                          | Democrata          |
| Louise Borja Muña                    | Republicana        |
| Mary Camacho Torres                  | Republicano        |
| Régine Biscoe Lee                    | Democrata          |
| Sabina Flores Pedrez                 | Democrata          |
| Telena Cruz Nelson (vice-presidente) | Democrata          |
| Telo T. Taitague                     | Republicana        |
| Tina R. Muña Barnes (presidente)     | Democrata          |
| Therese M. Terlaje                   | Democrata          |
| William M. Castro                    | Republicano        |

### 36ª Legislatura de Guam (2021-2023)[3]
| Nome                                  | Afiliação política |
| ------------------------------------- | ------------------ |
| Amanda L. Shelton (secretária)        | Democrata          |
| Christopher M. Duenas                 | Republicano        |
| Clynton E. Ridgell                    | Democrata          |
| Frank F. Blas Jr.                     | Republicano        |
| James C. Moylan                       | Republicano        |
| Joanne M. Brown                       | Republicana        |
| Joe S. San Agustin                    | Democrata          |
| Jose Terlaje                          | Democrata          |
| Mary Camacho Torres                   | Republicana        |
| Sabina F. Perez                       | Democrata          |
| Telena Cruz Nelson                    | Democrata          |
| Telo T. Taitague                      | Republicana        |
| Therese M. Terlaje (presidente)       | Democrata          |
| Tina R. Muña Barnes (vice-presidente) | Democrata          |
| V. Anthony Ada                        | Republicano        |

### 37ª Legislatura de Guam (Atual)[4]
| Nome                               | Afiliação política |
| ---------------------------------- | ------------------ |
| Amanda L. Shelton (secretária)     | Democrata          |
| Chris Barnett                      | Democrata          |
| Christopher M. Dueñas              | Republicano        |
| Dwayne San Nicolas                 | Democrata          |
| Frank F. Blas Jr.                  | Republicano        |
| Jesse A. Lujan                     | Republicano        |
| Joanne M. Brown                    | Republicana        |
| Joe S. San Agustin                 | Democrata          |
| Roy A. B. Quinata                  | Democrata          |
| Sabina F. Perez                    | Democrata          |
| Telo T. Taitague                   | Republicana        |
| Therese M. Terlaje (presidente)    | Democrata          |
| Thomas J. Fisher                   | Republicano        |
| Tina Muña Barnes (vice-presidente) | Democrata          |
| William A. Parkinson               | Democrata          |